# Joaquim Ferrer i Sala
Joaquim Ferrer i Sala (Banyoles, 6 de febrer de 1960) és un exfutbolista català de les dècades de 1980 i 1990.

## Trajectòria
Es formà a les categories inferiors del club de la seva ciutat natal, el CD Banyoles. L'any 1978 ingressà al juvenil del FC Barcelona, donant el salt aquesta mateixa temporada al filial blaugrana. Jugà amb el Barcelona Atlètic a Segona Divisió B dues temporades i la 1980-81 fou cedit al RCD Mallorca, on era realitzant el servei militar. Al club balear fou un dels jugadors destacats que assolí l'ascens a Segona A. La temporada següent, la 1981-82, retornà al Barça Atlètic, on assolí per segon any consecutiu l'ascens a Segona Divisió. La següent temporada fou titular a la Segona A, i el 1983 donà el salt a primera divisió amb una cessió al Reial Múrcia CF. No obstant, una lesió a la pretemporada fou aprofitada pel seu company Manuel Cervantes per esdevenir titular indiscutible a la porteria. Malgrat passar la temporada 1983-84 en blanc, renovà la cessió amb el Múrcia una temporada més. L'1 de novembre de 1984 debutà a primera divisió, substituint a Cervantes, lesionat durant el partit davant la Reial Societat. En la seva estrena encaixà tres dels gols del 0-4 final. Ferrer no pogué aprofitar l'absència de Cervantes per a assentar-se a la titularitat, perquè tres setmanes després del seu debut, en un partit davant el Sevilla FC, es va haver de retirar del terreny de joc després que un objecte llençat des de la graderia l'impactés a la cama. Acabada la temporada el Múrcia baixà a Segona. Ferrer continuà com a cedit al club i la marxa de Cervantes li donà la titularitat. Ferrer guanyà el Trofeu Zamora al porter menys golejat de Segona i assolí l'ascens a primera divisió.
Malgrat l'ascens, no arribà a un acord econòmic amb el Reial Múrcia CF i decidí incorporar-se a la UE Figueres, on jugà les següents onze temporades, fins a la seva retirada. Fou titular de l'equip fins que una lesió l'estiu de 1991 el portà a la banqueta, essent substituït per Toni Jiménez. Durant la seva etapa al Figueres, l'any 1988 guanyà novament el Trofeu Zamora de Segona Divisió, el 1992 disputà la Promoció a Primera i la següent temporada baixà a Segona B. El 22 d'agost de 1997 disputà els seus darrers minuts com a futbolista en un partit d'homenatge disputat entre la UE Figueres i el RCD Espanyol. Un cop retirat esdevingué segon entrenador empordanès, i entrenador de porters del Girona FC de la temporada 2008-09 a Segona Divisió, tot i que abandonà el càrrec en ser cessat Raül Agné. També ha estat conseller d'esports a l'ajuntament de Figueres per Convergència i Unió.

## Palmarès
- Campionat de Segona Divisió:
  - 1986 (Múrcia)
- [[Segona divisió espanyola de futbol B|Campionat de Segona Divisió B]]:
  - 1981 (Mallorca), 1982 (Barcelona Atlètic)

## Distincions individuals
- Trofeu Zamora de Segona Divisió
  - 1986 (Múrcia), 1988 (Figueres)